# Transactions of the American Mathematical Society
Transactions of the American Mathematical Society — щомісячний математичний журнал, що публікується Американським математичним товариством.
Видається з 1900 року.
Публікує статті з усіх областей чистої і прикладної математики.
Обов'язкова вимога журналу до статей — вони повинні бути не менше 15 сторінок довжиною.

## Інші журнали Американського математичного товариства
- Bulletin of the American Mathematical Society
- Journal of the American Mathematical Society
- Memoirs of the American Mathematical Society
- Notices of the American Mathematical Society
- Proceedings of the American Mathematical Society